# El Gaucho
El Gaucho to włoska powieść graficzna, której autorami są Hugo Pratt (scenariusz) i Milo Manara (rysunki), wydana po raz pierwszy w 1983 roku. Po polsku ukazała się nakładem wydawnictwa Egmont Polska w kolekcji "Mistrzowie Komiksu" w czerwcu 2007 roku.
El Gaucho to pełna erotyki opowieść, rozgrywająca się w 1806 roku. Ukazuje czas walki Hiszpanów z Anglikami o Wicekrólestwo La Platy, czyli dzisiejszą Argentynę. Historia ukazana jest przez pryzmat losów trzech głównych postaci: irlandzkiej prostytutki, garbatego majtka okrętowego i szkockiego dobosza.
Komiks jest częścią projektu spółki Pratt-Manara, pokazującego czasy kolonizacji Ameryk przez Europejczyków. Poprzednim ich wspólnym dziełem jest Indiańskie lato z 1981 roku, wydane także po polsku przez Egmont Polska.